# 1388年
| 千纪： | 2千纪 |
| 世纪： | 13世纪 \| 14世纪 \| 15世纪                                                                                 |
| 年代： | 1350年代 \| 1360年代 \| 1370年代 \| 1380年代 \| 1390年代 \| 1400年代 \| 1410年代                           |
| 年份： | 1383年 \| 1384年 \| 1385年 \| 1386年 \| 1387年 \| 1388年 \| 1389年 \| 1390年 \| 1391年 \| 1392年 \| 1393年 |
| 纪年： | 戊辰年（龙年）；明洪武二十一年；北元天元十年；越南光泰元年；日本南朝元中五年，北朝嘉慶二年                 |

## 大事记
- 2月2日——丹麥女王瑪格麗特一世獲挪威王國確認為攝政者。
- 5月18日——明太祖第六次北伐，又稱捕魚兒海戰役與明平遼東之戰，明朝大将蓝玉率领15万军队北上攻击北元，在捕魚兒海（今貝爾湖）附近擊敗北元後主脫古思帖木兒的軍隊，並奪取了北元皇室的100名成員，北元从此再无实力与明朝对抗。
- 11月1日——北元後主脫古思帖木兒被阿里不哥後裔也速迭兒襲殺篡位，從此蒙古不再以「元」為國號。
- 12月12日——昂吉安的瑪麗亞（英语：Maria of Enghien）將阿爾戈斯和納夫普利翁的爵位出售給威尼斯共和國。
- 帖木兒帝國滅花剌子模。
- 明朝在咸镜南道的南端元朝双城总管府（1355年被高丽吞并）设置铁岭卫。
- 明朝在泰国北部设置八百大甸宣慰司（兰纳）。
- 李成桂發動政變，奪取政權。
- 德國科隆大學建校。

## 出生
- 朱栋，明朝郢靖王，明太祖朱元璋第二十四子。
- 朱㰘，明朝第一任伊王，明太祖朱元璋第二十五子。
- 朱楠，明太祖朱元璋第二十六子。

## 逝世
- 11月1日——脫古思帖木兒，北元第三位君主，第十七位蒙古大汗，也是最後一任北元皇帝。
- 天保奴，北元後主的長子。
- 朱楠，明太祖朱元璋第二十六子。